# Anthracobia macrocystis
Anthracobia macrocystis är en svampart som först beskrevs av Mordecai Cubitt Cooke, och fick sitt nu gällande namn av Jean Louis Emile Boudier 1907. Anthracobia macrocystis ingår i släktet Anthracobia och familjen Pyronemataceae.  Arten är reproducerande i Sverige. Inga underarter finns listade i Catalogue of Life.